# Robert Wiedemann Browning
Robert Wiedemann Barrett Browning surnommé Pen Browning (9 mars 1849 à Florence - 8 juillet 1912 à Asolo) est un artiste peintre et critique d'art britannique, fils du poète et écrivain Robert Browning et de la poétesse Elizabeth Barrett Browning. Ses œuvres furent exposées à Londres, à la Royal Academy, la Grosvenor Gallery (en) et la Hanover Gallery.

## Jeunesse et famille

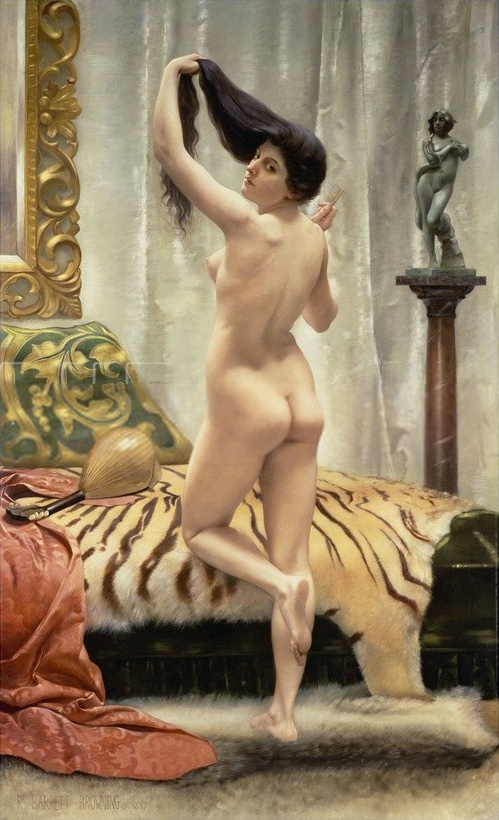
Before a Mirror
par Pen Browning

Après la mort de sa mère, en 1861, Browning est envoyé en Angleterre où il étudie au Christ's College. Il apprend ensuite le dessin, la peinture et la sculpture à Anvers, notamment avec Jean Arnould Heyermans, puis à Paris, où il s'installe avec son père et sa tante. En 1885, il rencontre Fanny Coddington, une jeune New-yorkaise qu'il épouse en 1887. 

## Source
- (en) Work by Pen Browning, Université Baylor
- (en) Browning's son wedding, New York Times, 25 octobre 1887.